# Surinaamse parlementsverkiezingen 1900
De Surinaamse parlementsverkiezingen in 1900 vonden plaats in maart van dat jaar. 
Er konden drie leden voor de Koloniale Staten gekozen worden in verband met het periodiek aftreden van F.C. Curiel, J.E. Muller en G.J. Vanier. Daarvan stelde alleen Vanier zich niet herkiesbaar.
| Kandidaat                                          | Stemmen in de eerste ronde | resultaat |
| -------------------------------------------------- | -------------------------- | --------- |
| F.C. Curiel                                        | 263                        | gekozen   |
| J.J. Halfhide                                      | 40                         | x         |
| F.W. Hensen                                        | 168                        | gekozen   |
| J.E. Muller                                        | 191                        | gekozen   |
| J.B. Nassy                                         | 13                         | x         |
| R.A.P.C. O'Ferrall                                 | 92                         | x         |
| vijftien andere personen met minder dan 10 stemmen |                            |           |

Bij deze verkiezingen mochten alleen mannen die aan bepaalde voorwaarden voldeden (censuskiesrecht) stemmen. Bij de eerste ronde waren er 271 geldig uitgebrachte stembiljetten waarbij een kiezer voor meer dan een kandidaat kon stemmen. Er waren drie zetels te verdelen en om in de eerste ronde gekozen te kunnen worden had een kandidaat de stem nodig van meer dan de helft van de geldig uitgebrachte stembiljetten (minstens 136 stemmen). Precies drie kandidaten voldeden aan die voorwaarde zodat er geen tweede ronde nodig was.
Na deze verkiezingen had de Koloniale Staten de volgende dertien leden:
| Naam                  | Gepland jaar van aftreding | Bijzonderheden                               |
| --------------------- | -------------------------- | -------------------------------------------- |
| C.J. Heylidy          | 1904                       | voorzitter                                   |
| A. Salomons           | 1902                       | vicevoorzitter                               |
| I. da Costa*          | 1901                       |                                              |
| A. van 't Hoogerhuys* | 1901                       |                                              |
| S.M. Swijt*           | 1901                       | in 1900 opgevolgd door S. Muller van Voorst* |
| R.A. Tammenga*        | 1901                       |                                              |
| F.C. Gefken           | 1902                       |                                              |
| M.S. van Praag        | 1902                       |                                              |
| D. Coutinho           | 1904                       |                                              |
| T.L. Ellis            | 1904                       |                                              |
| F.C. Curiel           | 1906                       |                                              |
| F.W. Hensen           | 1906                       |                                              |
| J.E. Muller           | 1906                       |                                              |

* = benoemd door de gouverneur